# A Cidade dos Mortos
A Cidade dos Mortos é um filme de documentário luso-espanhol de 2011, realizado por Sérgio Tréfaut. Nele é mostrada a vida de um dos cemitérios habitados da cidade do Cairo, no Egito. Foi filmado clandestinamente em vídeo entre 2007 e 2009.

## Sinopse
A Cidade dos Mortos mostra a vida quotidiana de El Arafa, no Cairo, a maior necrópole do mundo. Neste cemitério, semelhante a um bairro-de-lata, vivem cerca de um milhão de pessoas em habitações que foram erguidas entre os túmulos ou dentro dos próprios mausoléus, alugados ou ocupados. Há funerais todos os dias, enquanto à sua volta a vida decorre normalmente nas padarias, cafés, mercados e escolas.